# Katrin Dörreová
Katrin Dörreová-Heinigová rozená Dörreová (* 6. října 1961 Lipsko východní Německo) je bývalá atletka která startovala hlavně v maratonu. Získala tituly z Tokijského maratonu, Berlínského maratonu (rok 1994) a Londýnského maratonu. V letech 1992–1994 vyhrála třikrát po sobě v Londýně.
Startovala za Východní Německo na letních olympijských hrách v roce 1988 v Soulu, kde získala bronzovou medaili. Byla bronzovou medailistkou v maratonu na Mistrovstvích světa v atletice v roce 1991 a vrátila se na Mistrovství světa v atletice v roce 1993, ale při druhém pokusu zvládla pouze šesté místo.
Od roku 1992 je vdaná za svého trenéra Wolfganga Heiniga. Její dcera je Katharina Heinig.